# Амаду Камара
Амаду Камара (порт. Amadou Camara, 10 вересня 1994) — бразильський плавець.
Учасник Олімпійських Ігор 2016 року.